# Pillar of Salt
«Pilar de Sal» —título original en inglés: «Pillar of Salt»— es el décimo octavo episodio en general y a su vez es el décimo segundo episodio de la segunda temporada de la serie de televisión posapocalíptica y de horror Fear the Walking Dead. El guion estuvo escrito por Carla Ching y Gerardo Naranjo dirigió el episodio, que se emitió por AMC el 18 de septiembre de 2016 en los Estados Unidos y en Latinoamérica.
Este episodio marca la aparición final de Griselda Salazar (Patricia Reyes Spíndola), vista en una secuencia de flashback, quien murió al final de la primera temporada. Ofelia Salazar (Mercedes Mason) regresa después de desaparecer brevemente al final del noveno episodio " Los Muertos".

## Argumento
Ofelia, después de haber escapado del hotel, sale sola y regresa a los Estados Unidos. Con los infectados retirados de los terrenos del hotel, los sobrevivientes del hotel comienzan a fortificar y reparar el edificio. Sin embargo, Strand es apuñalado por Ilene, la madre de la esposa de Oscar, Jessica. La herida no es grave, aunque requiere un tratamiento médico. Madison y Elena se dirigen a Tijuana para obtener la medicina. En Tijuana, Nick y Luciana se despiertan con la noticia de que uno de los exploradores de la comunidad, Francisco, ha desertado con su familia. Con la comunidad perdiendo exploradores a un ritmo cada vez mayor, Alejandro está preocupado de que la comunidad pueda colapsar y prohíbe que alguien se vaya, incluso para las corridas de suministros. Nick está preocupado ya que se suponía que iban a intercambiar sus medicinas con los bandidos, quienes probablemente atacarían a la comunidad si no obtienen lo que quieren. En el almacén de bandidos, Madison y Elena llegan a comerciar, donde escucha a los bandidos interrogando a Francisco. Madison los escucha describir la apariencia de Nick y trata de averiguar dónde está sin éxito. Nick patrulla el perímetro y ve a los bandidos explorando la comunidad desde la distancia. Al regresar al hotel, Madison enciende las luces del hotel contra los deseos de todos con la esperanza de atraer la atención de Nick, aunque Alicia la convence de respetar la decisión de Nick de elegir la muerte sobre su familia, a pesar de enojarse porque Madison no parece preocuparse por su decisión de Quédate con el grupo. Madison apaga las luces, pero no antes de que Travis, ahora solo, las vea.

## Recepción

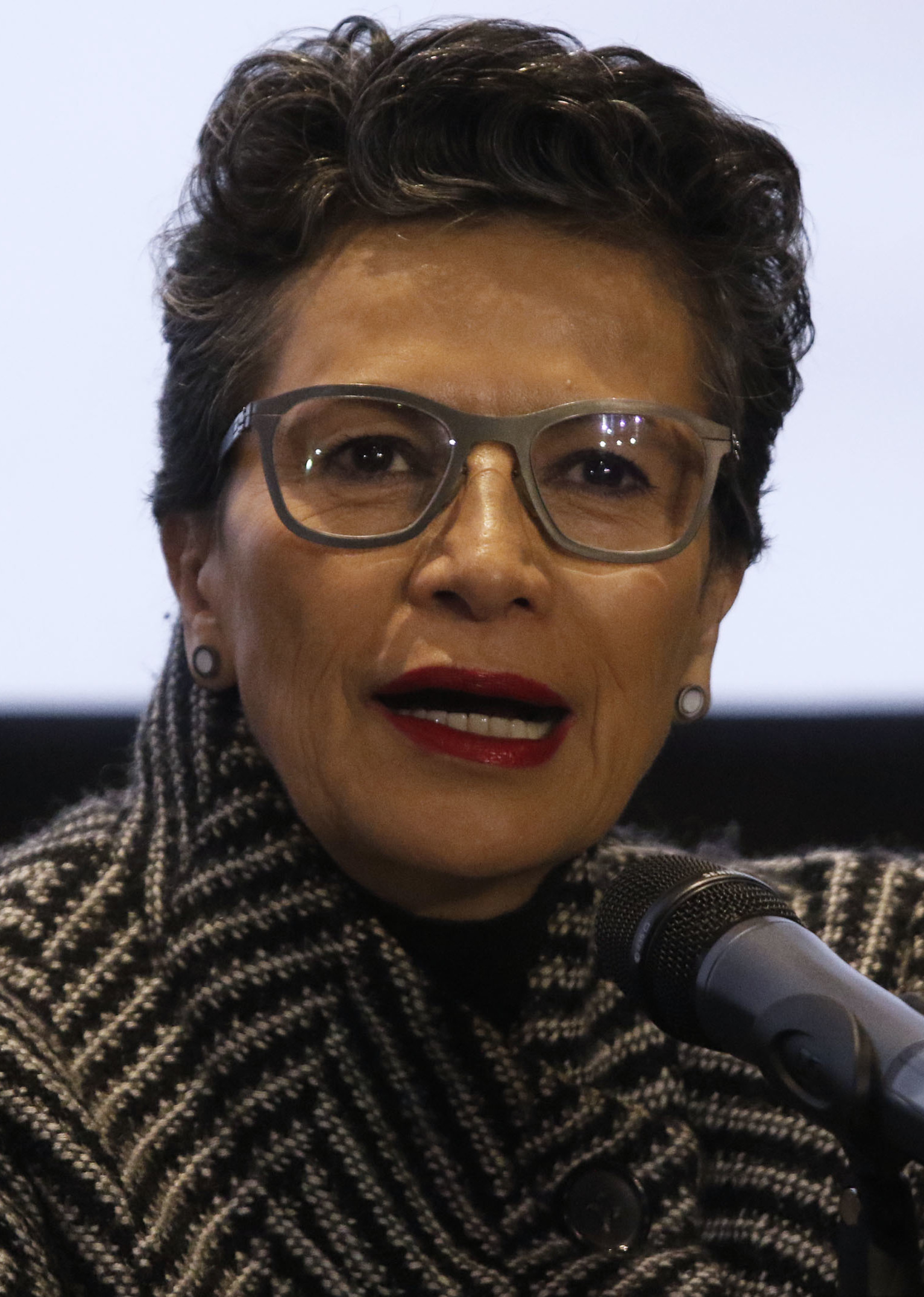
Patricia Reyes Spindola hace su última aparición como Griselda Salazar.

"Pillar of Salt" recibió críticas positivas de los críticos. En Rotten Tomatoes, obtuvo una calificación de 71%, con un puntaje promedio de 5.72 / 10 basado en 14 comentarios. El consenso del sitio dice actualmente: "" Pillar of Salt "es una colección sólidamente ensamblada de arcos de personajes y partes móviles, pero Fear the Walking Dead sigue necesitando algunas tramas nuevas para mantener el interés a largo plazo".
Matt Fowler de IGN le dio a "Pillar of Salt" una calificación de 6.9 / 10.0 indicando; "Los flashbacks de Ofelia (con el regreso de la actriz Patricia Reyes Spíndola) fueron los aspectos más atractivos de" Pillar of Salt ", que se sentía demasiado como si estuviera forzando una colisión entre hilos separados de la historia".

### Calificaciones
"Pillar of Salt" fue visto por 3.62 millones de televidentes en los Estados Unidos en su fecha de emisión original, ligeramente por encima de la clasificación del episodios anterior de 3.40 millones.